# Cattedrale della Trinità (Little Rock)
La cattedrale della Trinità (in inglese: Trinity Cathedral) è una cattedrale episcopale situata a Little Rock, in Arkansas, Stati Uniti d'America. La chiesa è sede della diocesi episcopale dell'Arkansas.

## Storia
La chiesa è stata costruita in tre fasi, mano a mano che le finanze disponibili permettevano di avanzare con i lavori. La navata centrale e il battistero sono stati completati nella prima fase ed il primo servizio si è tenuto nella cattedrale il 19 ottobre 1884. In quella stessa data la cattedrale è stata ufficialmente consacrata. Il transetto e la crociera sono stati completati nel mese di febbraio del 1889 e l'altare è stato spostato dalla sua posizione originale sotto la finestra ovest fino alla sua nuova posizione sotto la finestra a nord del transetto. La struttura è stata infine completata quando il coro è stato costruito in tempo per la Pasqua del 1892. L'altare è stato spostato definitivamente al lato est della chiesa in quell'occasione.
La cattedrale è stata inserita nel Registro Nazionale dei luoghi storici nel 1976.